# По-1
По-1 (фр. Pau-1) — кантон во Франции, находится в регионе Аквитания, департамент Атлантические Пиренеи. Входит в состав округа По.
Код INSEE кантона — 6418. В кантон По-1 входит часть коммуны По.

## История
Кантон был образован декретом от 25 февраля 2014 года, который вступил в силу 22 марта 2015 года.